# Вінні-Пух та день турбот
Вінні-Пух та день турбот (рос. Винни-Пух и день забот) — радянський мультфільм  1972 року. Продовження мультфільму Вінні-Пух та Вінні-Пух йде в гості.

## Сюжет
Старий сірий віслюк Іа стоїть на березі озера і сумує. До нього приходить Вінні-Пух, якому Іа зізнається, що має сьогодні день народження, про який ніхто не згадав. Вінні-Пух зауважує, що віслюк десь втратив хвіст. Пізніше Вінні-Пух зустрічається з П'ятачком, і вони вирішують привітати Іа: Вінні-Пух подарує йому горщик з медом, а Паць — повітряна кулька. Однак по дорозі Пух з'їв мед і прийшов до ослика з порожнім горщиком, а Паць, бажаючи першим піднести Іа подарунок, так поспішав, що впав на кульку, сильно засмутився і приніс ослику тільки кульку, що лопнула. Але віслюк і таким подарункам радий, до того ж приходить Сова і дарує йому втрачений хвіст. Виявляється, по дорозі Вінні-Пух зайшов до неї і, побачивши на дзвіночку її будинку дивний шнурок, упізнав у ньому хвіст Іа і переконав Сову подарувати осликові цей «шнурок». На превеликий подив Сови, його чіпляють на Іа, і компанія весело відзначає день народження ослика.

## Ролі озвучували
- Євген Лєонов-Вінні-Пух
- Ія Саввіна-П'ятачок
- Ераст Гарін-Віслючок Іа
- Зінаїда Наришкіна-Сова
- Володимир Осенев-Оповідач

## Нагороди
- 1976-Державна Премія СРСР, режисеру Федору Хитруку

## Українське закадрове озвучення
Українською мовою озвучено телекомпанією «Інтер» у 2021 році. Ролі озвучували: Андрій Альохін, Дмитро Вікулов, Дмитро Рассказов-Тварковський і Юлія Малахова.